# Riksväg 17
De Zweedse rijksweg 17 is gelegen in de provincie Skåne län en is circa 46 kilometer lang. De weg ligt in het meest zuidelijke deel van Zweden.

## Plaatsen langs de weg
- Landskrona
- Asmundtorp
- Billeberga
- Teckomatorp
- Marieholm
- Eslöv
- Kungshult
- Snogeröd

## Knooppunten
De weg begint in Landskrona en kruist vervolgens:
- E6/E20 bij Landskrona
- Länsväg 110 bij Asmundtorp
- Länsväg 106 bij Teckomatorp
- Länsväg 108 bij Marieholm
- Länsväg 113 bij Eslöv (volgen 2 kilometer zelfde tracé)
- Riksväg 23 bij Snogeröd
- E22 (einde)

Europese wegen:
E4 · E6 · E10 · E12 · E14 · E16 · E18 · E20 · E22 · E45 · E65
Riksvägar:
9 · 11 · 13 · 15 · 17 · 19 · 21 · 23 · 24 · 25 · 26 · 27 · 28 · 29 · 30 · 31 · 32 · 34 · 35 · 37 · 40 · 41 · 42 · 44 · 46 · 47 · 49 · 50 · 51 · 52 · 53 · 55 · 56 · 57 · 61 · 62 · 63 · 66 · 68 · 69 · 70 · 72 · 73 · 75 · 76 · 77 · 83 · 84 · 86 · 87 · 90 · 92 · 94 · 95 · 97 · 98 · 99